# Muerte y funeral de Estado de José Mujica
La muerte de José «Pepe» Mujica, expresidente uruguayo entre 2010-2015 y exintegrante de la guerrilla de los Tupamaros, sucedió la tarde del martes 13 de mayo de 2025 en su domicilio de Rincón del Cerro en Montevideo, Uruguay, tras más de un año de haber anunciado su diagnóstico de cáncer de esófago. Mujica era reconocido nacional e internacionalmente, recibió premios y distinciones, así como tuvo una gran popularidad durante y después de su presidencia.
El gobierno uruguayo decretó un duelo oficial de carácter nacional durante tres días y declaró que Mujica recibiera un funeral de Estado. Su féretro fue trasladado en procesión en una cureña fúnebre tirada por seis caballos del regimiento de Blandengues de Artigas. Su velorio se realizó en el Salón de los pasos perdidos del Palacio Legislativo y durante más de 24 horas a lo largo de dos días estuvo abierto al público. Se estima que más de 100.000 personas asistieron al Palacio Legislativo para despedir a Mujica.

## Antecedentes
José Mujica fue presidente de Uruguay entre el periodo 2010-2015, prestando juramento el 1.º de marzo de 2010 en el Palacio Legislativo, para desempeñar el cargo de presidente de la República Oriental del Uruguay. La ceremonia de promesa del cargo, fue tomada por su  esposa Lucía Topolansky, por ser la senadora más votada de la nación. Se desarrolló con la presencia de autoridades de diferentes partidos políticos uruguayos y de varios representantes de diferentes países, como Hillary Clinton, Cristina Fernández y Rafael Correa, entre otros.

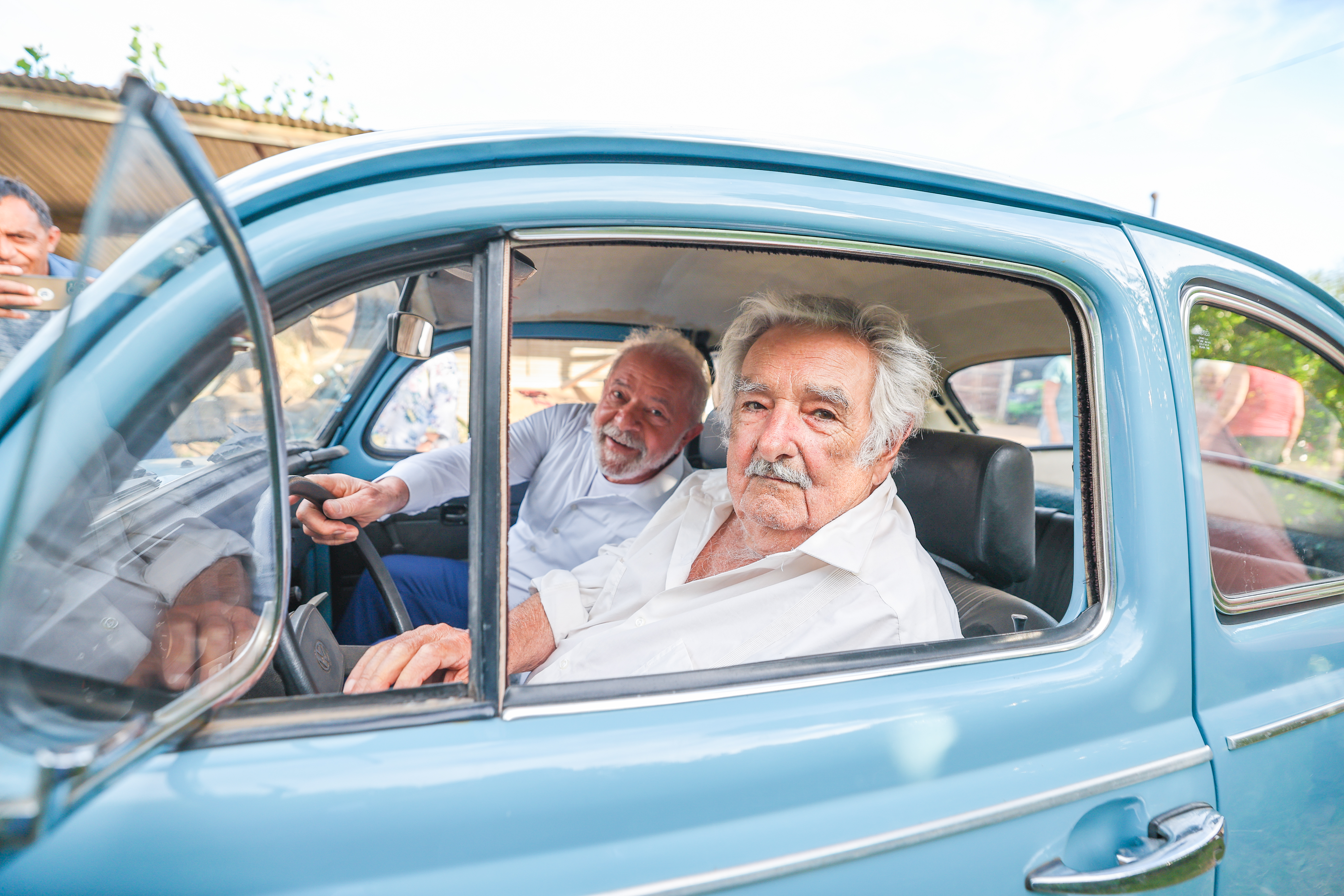
Encuentro entre Lula da Silva y José Mujica en 2023.

Mujica, tras su asunción, negó el residir en el palacio presidencial, dándole poco uso durante su mandato, usando más bien su chacra ubicada en el oeste rural de Montevideo, exactamente en Rincón del Cerro, lo que le otorgó el título popular de ser el «presidente más pobre del mundo». Esta misma chacra fue en la que Mujica residió más de 35 años hasta su fallecimiento. Fue objeto de atención internacional debido a su estilo de vida, caracterizado por la austeridad.
En abril de 2024, Mujica anunció que le habían diagnosticado cáncer de esófago, detectado durante un examen físico, y agregó que los riesgos para su condición se vieron agravados por una enfermedad autoinmune preexistente.  A pesar de su enfermedad, Mujica hizo campaña para la exitosa campaña presidencial de Yamandú Orsi por el Frente Amplio en las elecciones generales de 2024;  a la que Mujica luego describió la victoria de Orsi como un «regalo de despedida».
En enero de 2025, Mujica le dijo a Búsqueda que el cáncer se había extendido a su hígado y que se estaba muriendo, y agregó que había decidido renunciar a más tratamiento. El 12 de mayo, Topolansky declaró que Mujica estaba «enfermo terminal» y fue puesto bajo cuidados paliativos.

## Fallecimiento
|              | Yamandú Orsi | Twitter |
| @OrsiYamandu |              |         |

             Con profundo dolor comunicamos que falleció nuestro compañero Pepe Mujica. Presidente, militante, referente y conductor. Te vamos a extrañar mucho Viejo querido. Gracias por todo lo que nos diste y por tu profundo amor por tu pueblo.
         

        13 de mayo de 2025

Mujica murió al día siguiente, en la tarde del 13 de mayo de 2025, una semana antes de su 90 cumpleaños, en su domicilio en Rincón del Cerro, en la zona rural de Montevideo. Su muerte fue anunciada a través de X por el presidente uruguayo, Yamandú Orsi.
Los preparativos para su funeral fueron puestos en marcha justo después del anuncio. El gobierno decretó un duelo nacional de tres días y declaró que Mujica recibiera un funeral de Estado.

## Funeral y velorio

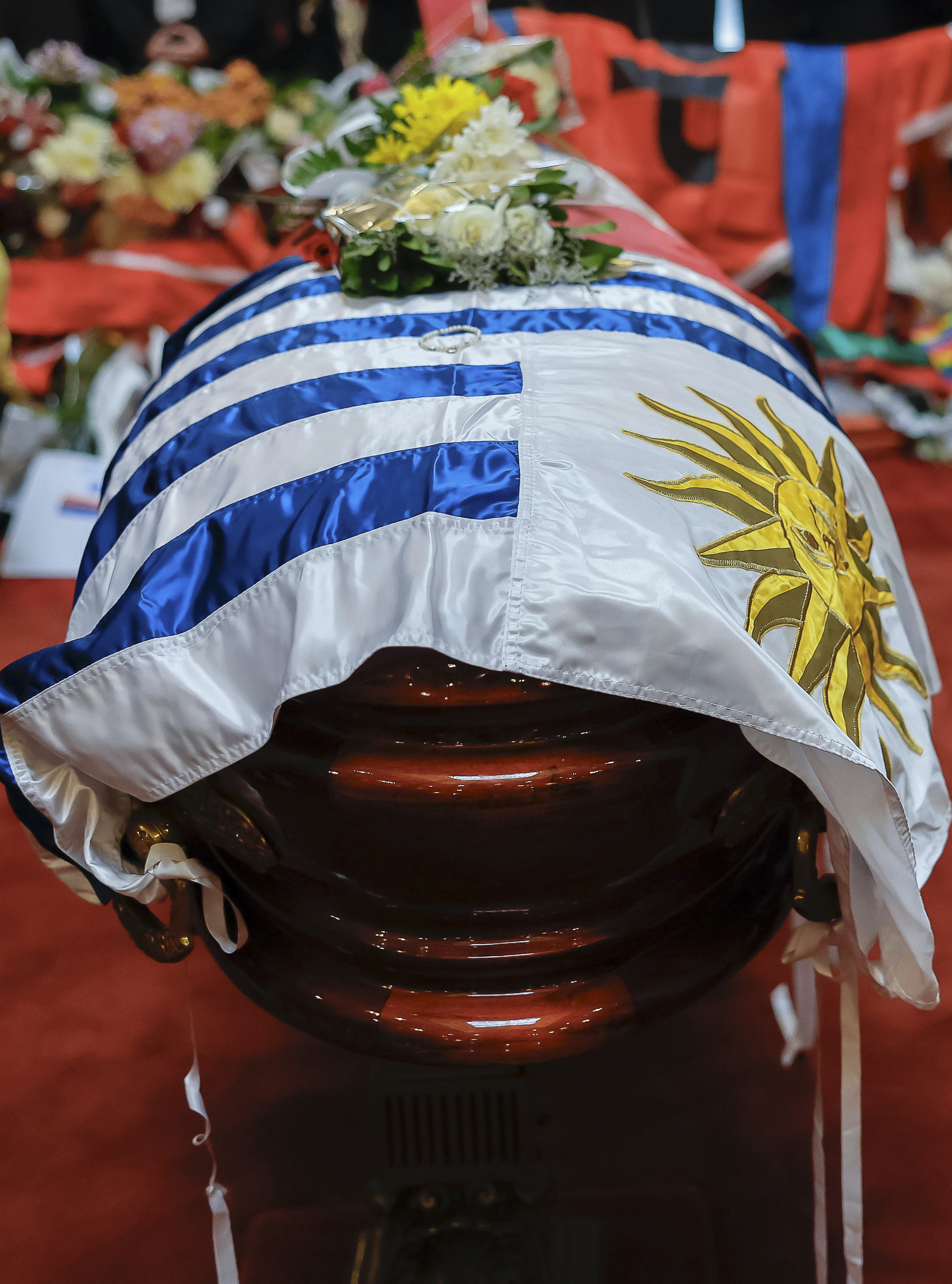
Ataúd de Mujica, cubierto por una bandera de Uruguay.

El funeral de Mujica comenzó el 14 de mayo de 2025 a las 10 de la mañana, cuando partió la procesión en una cureña fúnebre tirada por seis caballos del regimiento de Blandengues de Artigas desde la  Casa de Gobierno en la Plaza Independencia hasta el Palacio Legislativo. Su capilla ardiente duraría hasta el día siguiente, 14 de mayo de 2025 a las 5 de la tarde, cuando fue despedido con un recitado escrito para la ocasión por su compañero, el poeta Mauricio Rosencof. La ceremonia culminó con los cantantes Mario Carrero y Héctor Numa Moraes entonando la canción "A Don José" junto al público en las escalinatas del Palacio. El cajón se retiró en privado, sin caravana.
Fue acompañado por una alta concurrencia de público, los cuales querían darle su «última despedida». El féretro pasó en primer lugar por el Palacio Estévez de Montevideo, donde el presidente Orsi le colocó una bandera de Uruguay y una bandera de Artigas, continuó por la avenida 18 de Julio hasta llegar a la sede del Movimiento de Liberación Nacional Tupamaros, del cual Mujica formó parte en su juventud y dentro del cual conoció a su esposa Lucía Topolansky. Posteriormente la procesión continuó por las sedes del Movimiento de Participación Popular y del Frente Amplio.
Al pasar el cortejo fúnebre por la sede del MPP, el secretario de presidencia Alejandro Sánchez arengó: “en honor al viejo, a ocho kilómetros de Cerro Norte, en Florida, hoy el Instituto Nacional de Colonización compró 4.000 hectáreas para los trabajadores rurales”. Según información recopilada por el medio El País, ese miércoles el directorio del Instituto Nacional de Colonización ―INC― votó, solo con los votos oficialistas, la compra estatal de 4.404 hectáreas de campo de buen índice Coneat, o con buena productividad, en el departamento de Florida, por una inversión de alrededor de US$ 32.5 millones. Dicha compra resultó en una controversia pública que concluyó con la renuncia del presidente del INC, tras ser conocido su estatus como colono.

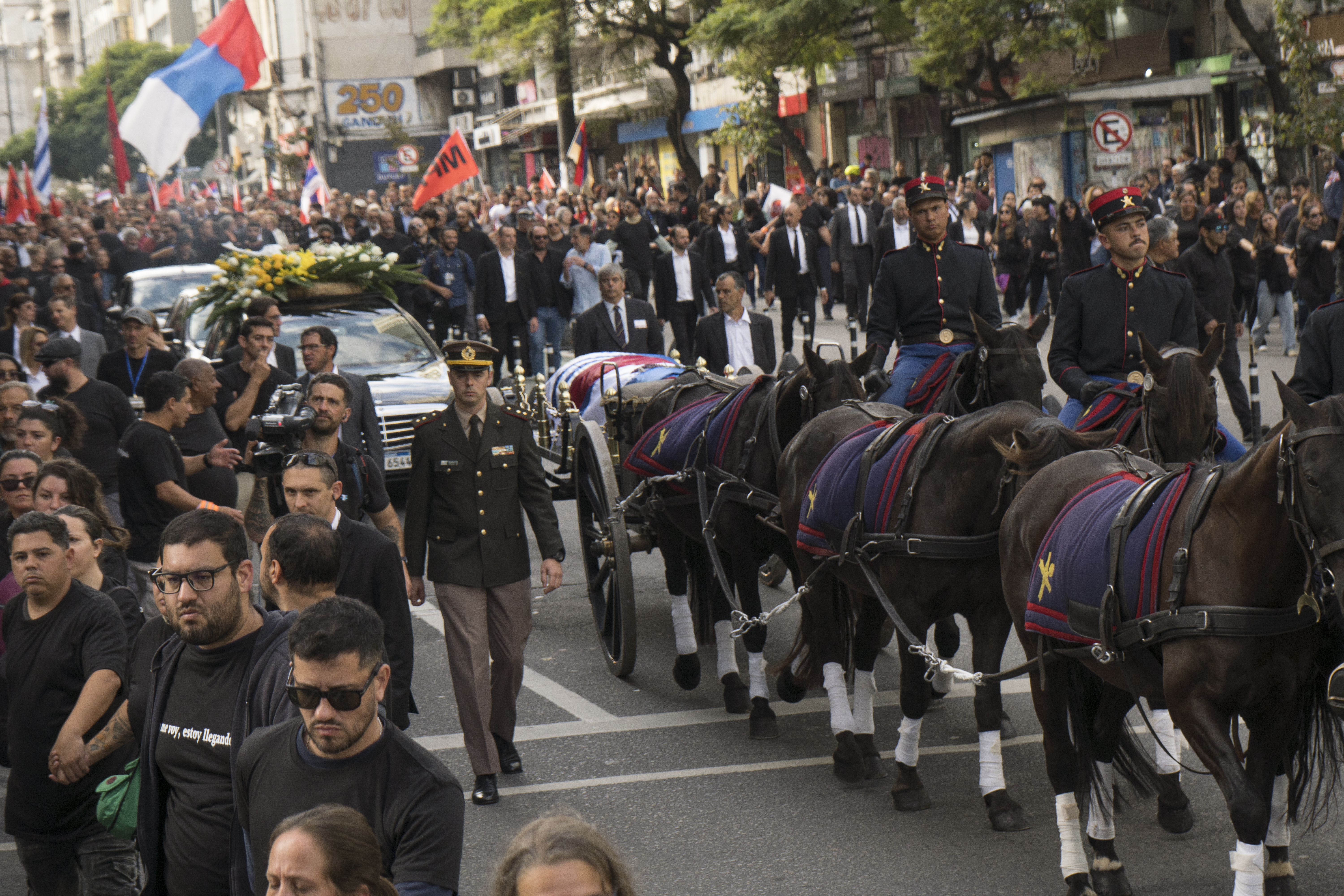
Una cureña tirada por seis caballos trasladó sus restos.

El presidente Yamandú Orsi y el secretario de presidencia Alejandro Sánchez, junto a amigos del difunto, cargaron el féretro desde la escalinata del Palacio Legislativo hasta el Salón de los Pasos Perdidos. Se estima que decenas de miles de persona asistieron a la capilla ardiente, tanto el primer día del velorio como en el segundo. Más de 40 delegaciones diplomáticas de todo el mundo asistieron a alguno de los días del funeral de Mujica, entre estos los más destacados fueron Lula Da Silva (presidente de Brasil) y Gabriel Boric (presidente de Chile) que viajaron de urgencia desde Beijing, China para poder asistir al velorio. El expresidente uruguayo, Luis Lacalle Pou, también tuvo presencia en el funeral.  Axel Kicillof, gobernador de Buenos Aires, viajó al funeral, donde dio un discurso y afirmó: «Hoy lamentablemente hay algunos dirigentes que tienen la mirada puesta en las grandes potencias antes que en los países que transitan una historia similar y tienen un camino común». El embajador del Reino Unido Mal Green asistió al velorio al día siguiente.

## Entierro
José Mujica expresó antes de su fallecimiento la voluntad de que sus restos fueran cremados y enterrados en el jardín de su residencia, la chacra de Rincón del Cerro, específicamente debajo de un árbol de secuoya que él mismo había plantado y dónde descansan los restos de su mascota, la perra Manuela, fallecida con 22 años en 2018.
Un mes después del fallecimiento Lucía Topolansky declaró en una entrevista sobre el destino de los restos:

"Ese árbol es un árbol majestuoso (...) ahí puse las cenizas en una ceremonia privada, porque entendí que eso era algo de nosotros, de él y yo. Y están ahí.
Yo cumplí el deseo de que él fuera cremado y que estuviera en ese ámbito. Pero no es un lugar para poner una placa, una flor, ni ir a nada. Eso no sirve en el caso de Pepe."

## Reacciones

### Nacionales
- El partido político Frente Amplio compartió en su cuenta de Twitter un mensaje donde decían que «Pepe no fue solo un líder. Fue una forma de entender el mundo» y que «nos queda su voz, su ejemplo, su porfiada esperanza.», para finalizar con un «Hasta siempre, compañero».[60]

- Julio María Sanguinetti, dos veces presidente de Uruguay por el Partido Colorado y ex-adversario de Mujica, compartió sus condolencias por Twitter «Nos fuimos juntos del Senado, hicimos un libro de diálogos y hace pocos días celebramos los 40 años del retorno democrático con el Presidente Orsi y todos los ex Presidentes en la Casa del Partido Colorado. Me quedo para siempre con esa imagen y nuestro último abrazo.»[61] Al día siguiente se hizo presente en el velorio junto a otras figuras del Partido Colorado.

### América

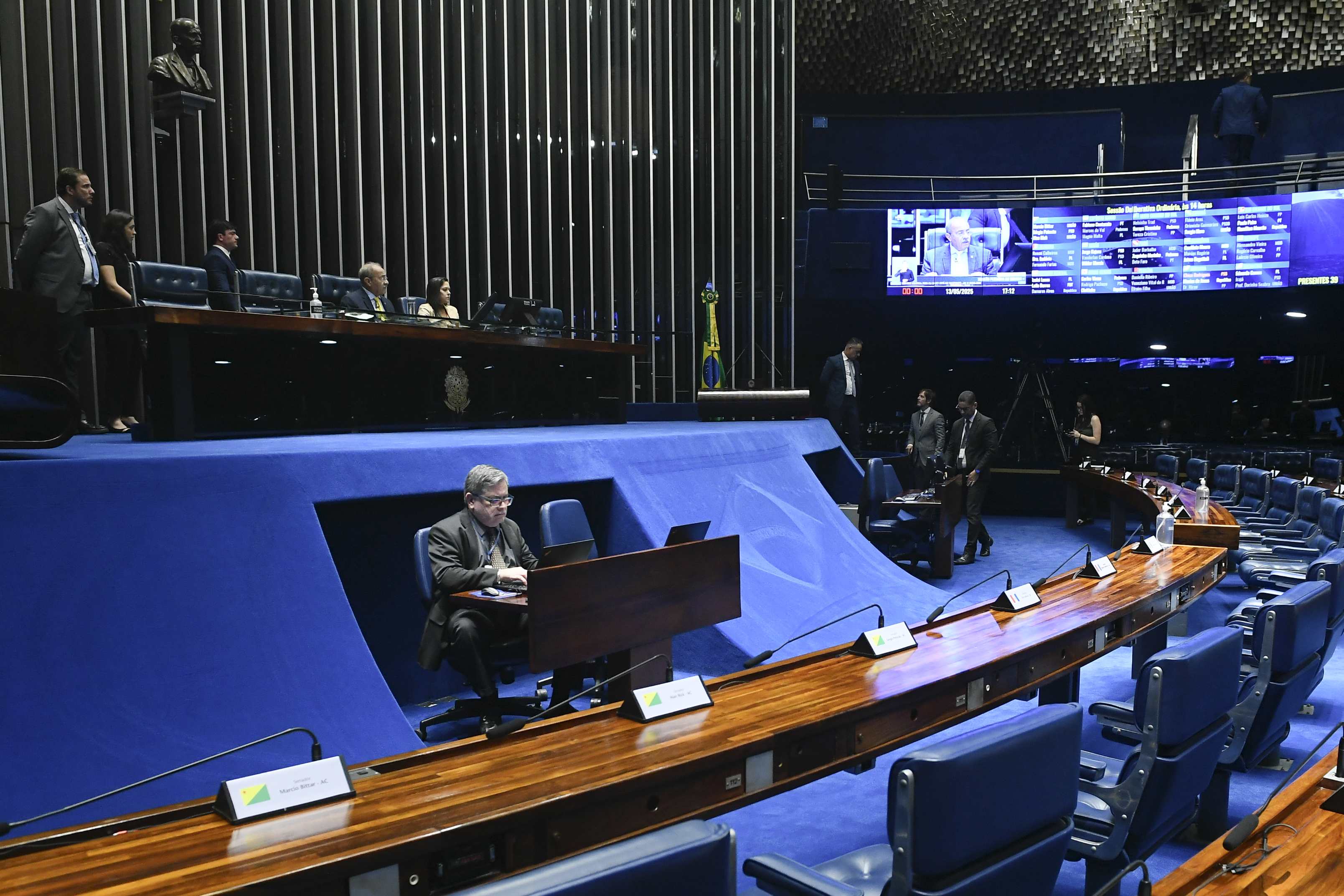
Momento en el que anuncian el deceso de Mujica en el senado brasileño

- Argentina: La cancillería argentina emitió un comunicado expresando sus condolencias: «La República Argentina expresa sus condolencias por el fallecimiento del expresidente de la República Oriental del Uruguay, José Mujica, y las hace extensivas con respeto a su familia, al Gobierno y al pueblo uruguayo». Por su parte, los expresidentes, Mauricio Macri, Cristina Fernández de Kirchner y Alberto Fernández expresaron sus condolencias a través de X en sus respectivas cuentas personales.[62] El presidente Javier Milei, sin embargo, no se pronunció directamente.[63]

- Bolivia: el presidente Luis Arce escribió: «hermano y compañero, verdadero faro de esperanza, humildad y lucha por la justicia social». «Su vida fue un testimonio de rebeldía y amor por su pueblo. Su legado perdurará en nuestros corazones (...) recordándonos la importancia de no claudicar en nuestra misión de alcanzar un mundo más justo y solidario», aseguró.[64]

- Lula Da Silva y Yamandú Orsi junto al féretro. Brasil: el presidente, Lula Da Silva, compartió sus condolencias junto a un mensaje donde decía «espero que Pepe Mujica y el papa Francisco no dejen de mirarnos desde el cielo para que la humanidad sea mejor».[65] A la vez que se decretó un luto nacional de 3 días en todo el país.[66] El presidente viajó durante más de 25 horas desde China, donde se encontraba al recibir la noticia, para poder asistir al velorio,[67] donde declaró: «Pepe Mujica es una persona superior (...) Vine a dar un abrazo a uno de los pocos hombres que respeté como a muy pocos en mi vida».[68]

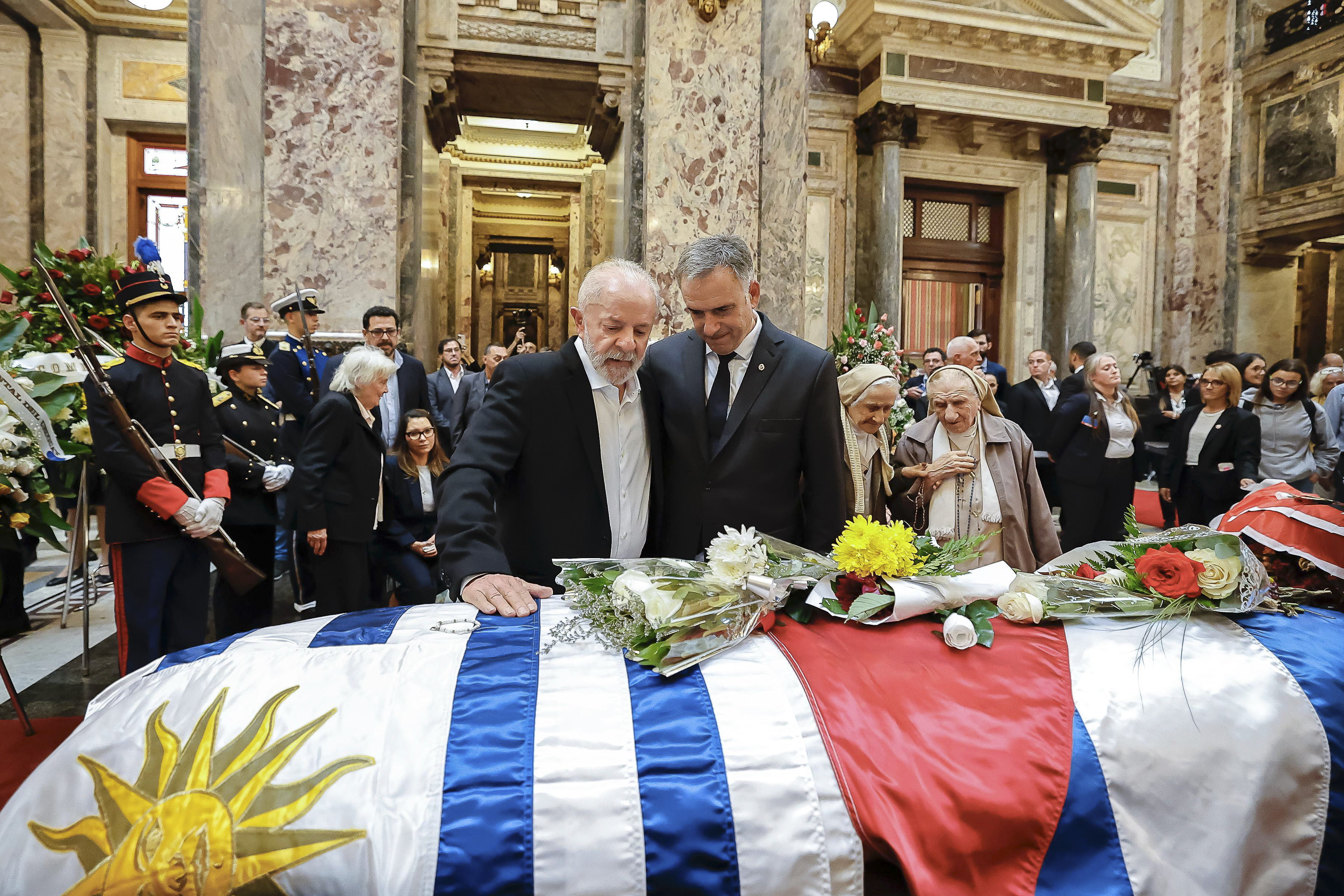
Lula Da Silva y Yamandú Orsi junto al féretro.

- Chile: el presidente chileno, Gabriel Boric, se unió a los mandatarios latinoamericanos que enviaron condolencias a los seguidores y familiares de Mujica, en esta ocasión con el siguiente mensaje: «Te vas físicamente pero te quedas para siempre. Te prometo que el Olivo que plantamos en febrero en tu chacra florecerá».[69][70] El presidente chileno viajó desde China, donde se encontraba, para poder asistir al funeral.[9]

- Colombia: El presidente de la República, Gustavo Petro, compartió en su cuenta de Twitter (ahora X) el siguiente mensaje: «Ha muerto Pepe Mujica, el gran revolucionario, el presidente de Uruguay. Adiós amigo».[71]

- Costa Rica: el Gobierno de Costa Rica destacó su legado de «compromiso democrático y lucha por la justicia social en América Latina».[72]

- Cuba: la Cancillería cubana en un comunicado oficial manifestó su profundo pesar tras el fallecimiento del expresidente, recordando que Mujica  sostuvo «históricas y amistosas relaciones con nuestro país». «realizó importantes contribuciones a la integración y unidad de Nuestra América, y al fortalecimiento de las relaciones entre Cuba y la República Oriental del Uruguay», añadió. Además, el presidente Miguel Díaz-Canel decretó Duelo Oficial en toda la isla.[73]

- Honduras: la presidenta Xiomara Castro describió a Mujica como un «amigo de la revolución, humilde y coherente, un referente de nuestra América».[74]

- México: durante una edición del programa conferencia matutino Las Mañaneras del Pueblo, la presidenta Claudia Sheinbaum recordó a Mujica a quien describió como «un hombre ejemplar en muchos sentidos».[75]

- Nicaragua: los copresidentes emitieron un comunicado de condolencias, expresando su «cariño y reconocimiento ante la vida y cualidades de un ser humano excepcional, político, combatiente, y jefe de un estado hermano» y destacando su «militancia revolucionaria».[76] El embajador de Nicaragua en Uruguay, Licio Gelli, asistió al funeral.[77]

- Panamá: la Universidad de Panamá lamentó la muerte de Mujica, a quién en 2017 le otorgó un doctorado honoris causa.[78] El Gobierno de la República de Panamá expresó su profundo pesar por medio de un comunicado oficial emitido por el Ministerio de Relaciones Exteriores panameño.[79] El presidente de Panamá, José Raúl Mulino, expresó en su cuenta de X  que lamentaba «profundamente» la muerte del expresidente uruguayo José «Pepe» Mujica.[80][81] Rubén Blades desde su página electrónica alabó la trayectoria política de José Mujica y recalcó que era un político de izquierda, un militante, cuyo gobierno fue de izquierda y su  desempeño y sus logros, desarman el estereotipo creado por la derecha, equiparándolo forzadamente a dictadores como Maduro, Ortega y Canel. En el escrito lamento su muerte y le dio el pésame a sus familiares [82] [83]

- Paraguay: el presidente, Santiago Peña lamentó su fallecimiento y recordó haber desarrollado una «amistad muy cercana» con Mujica cuando ejerció como ministro de Hacienda de Paraguay.[84]

- Perú: el gobierno peruano envió su más profundo pesar por el deceso de Mujica a quien definió como «un servidor público íntegro y ejemplo de fidelidad a sus principios».[85]

- República Dominicana: el presidente de República Dominicana lamentó «profundamente» la muerte del exmandatario uruguayo, a quien calificó como un «referente moral y humano».[86][87]

- Venezuela: el presidente venezolano Nicolás Maduro describió a Mujica como «un hombre humilde e incansable luchador social» y lamentó su fallecimiento.[88]

### Europa
- España: el presidente del gobierno español, Pedro Sánchez, lo despidió a través de su cuenta de X: «Un mundo mejor. En eso creyó, militó y vivió Pepe Mujica. La política cobra sentido cuando se vive así, desde el corazón».[89][90]

- Francia: el Ministerio de Asuntos Exteriores francés expresó sus condolencias en un comunicado: «Francia recibió con tristeza la noticia del fallecimiento del expresidente uruguayo José Mujica. Figura de la historia política del país y de América Latina, José Mujica llevó toda su vida los ideales de integridad, democracia, justicia y se distinguió por sus reformas sociales»[91]

- Italia: la embajada italiana en Uruguay emitió un comunicado expresando su «más profundo pésame».[92]

- Reino Unido: el Rey Carlos III brindó sus condolencias a la familia de Mujica y a sus seguidores a través de un comunicado compartido por la Embajada Británica en Uruguay.[93]

- Rusia: el ministro de asuntos exteriores, Serguéi Lavrov, transmitió al embajador uruguayo sus palabras de condolencia y le pidió que las hiciera llegar a las autoridades y al pueblo de Uruguay. «Moscú recibió con tristeza la noticia del fallecimiento a los 89 años del expresidente de Uruguay, patriarca de la política latinoamericana, José Mujica», señaló el Ministerio de Exteriores en un comunicado.[94]

### Asia
- China: el portavoz del Ministerio de Relaciones Exteriores, Lin Jian, lo definió como «un líder de renombre» y «un buen amigo del pueblo chino». La embajada China en Montevideo permaneció con su bandera a media asta.[95]

- Japón: el gobierno japonés expresó sus condolencias por la muerte de Mujica. En un comunicado expresó: «donó el 90% de su salario a actividades sociales y es muy valorado por su contribución a la comunidad 'nikkei' y respetar a Japón, además de fortalecer sus relaciones bilaterales»[96]